# Second Life
Percepția generală este că Second Life (SL)  ar fi un joc pe Internet. Nu este însă un joc organizat, cu reguli impuse și unde să fie urmărit un anumit scop. Pe situl web oficial, Second Life este descris ca fiind „o lume virtuală imaginată și creată de rezidenții ei”; într-adevăr, SL este o lume diversificată, în care poți întâlni oameni din toate colțurile lumii reale. Este o rețea  de tip social, care face parte din fenomenul din Internet numit Web 2.0. Este o  lume, o societate virtuală.

## Caracteristici
Lumea virtuală a Second Life-ului a fost lansata pe 23 iunie 2003, fiind creată de compania americană Linden Lab. Aceștia pun la dispoziție pentru accesare aplicația cu același nume,Second Life, care se poate descărca din Internet de pe situl oficial în mod gratuit. Prima și cea mai importantă condiție de participare pusă de Linden Lab (LL) este cea a vârstei, care trebuie să fie de cel puțin 18 ani împliniți, având în vedere conținuturi mature. Pentru persoanele sub 18 ani, LL a creat versiunea Teen Second Life.
În august 2007 s-a introdus serviciul "Slvoice" și posibilitatea de a-i auzi pe ceilalți. 2007 a fost anul de revoluție al SL-ului. Atunci a atins un maxim de creștere în popularitate, odată cu introducerea serviciilor "voice" și "sculpted prims", care au extins nelimitat posibilitățile de creație.
În acest moment (2009) se vorbeste despre SL ca despre viitorul Internetului, ca despre "web 3.0" (vezi Web 2.0). Au apărut deja primele browsere 3D (a se vedea ExitReality), deși încă în variante beta, care au avut ca inspirație Second Life, lumea virtuală care recreează lumea reală.
În second life ca și in viața reală aspectul fizic și înbracamintea contează. Utilizatorii plătesc zeci de dolari americani pentru ținute și atitudini cât mai sofisticate care te pot scoate din anonimat, o prezența placută poate atrage atentia și astfel îți faci prieteni numeroși și foarte interesanți și chiar poți să gasești marea dragoste. 
Divorțurile din viata reală din cauza aventurilor din second life sunt un fapt. Psihologii avertizează că pe langă dependența create de o lume invertivă în care totul este posibil, acesta este unul dintre pericolele pe care îi pândesc pe cei care iau prea în serios viata în second life și care ajung să nu mai discearnă între lumea reală și ceea virtuală. 
Există unii rezidenți care trăiesc in SL peste o jumatate de zi pentru că dintr-un motiv sau altul doar în acel mediu au reușit să-și pună în valoare calitațiile.

## Afaceri în SL
SL are o economie proprie și chiar și monedă proprie – linden dollar (L$), care la rândul ei are valoare în viața reală – 1 USD înseamnă aproximativ 250 L$. Se pot converti bani reali în bani virtuali sau invers, linden dolari în bani reali. Aceasta deoarece în SL tranzacțiile sunt la fel de rapide și numeroase ca și în RL.
Există persoane care s-au îmbogățit din SL, cel mai mediatizat exemplu fiind cel al avatarului Anshe Chung, care a dezvoltat o afacere cu terenuri în lumea virtuală, ajungând primul milionar al Second Life-ului (amănunte aici Arhivat în 7 ianuarie 2007, la Wayback Machine. )
Afacerile înseamnă, pe lângă imobiliare, în principal creativitate. Se cumpără mult, în special pantofi, haine, accesorii pentru avatare. Toate acestea sunt create de persoane talentate, care devin autorități în materie, la fel cum se întâmplă în Real life.
Ca și în viața reală, pentru a ajunge la performanțe în SL trebuie multă muncă, multă dedicare și, bineînțeles, o strategie de marketing bună. Avatarele care fac bani reali în SL lucrează la fel de mult (poate chiar mai mult) decât o persoană din Real Life.